# 偪姞
姞（?—?），晋文公的妻妾之一，晋襄公的母亲。
公子雍的母亲杜祁由于晋襄公的缘故，让位给晋襄公的生母偪姞而使她在上；由于强邻狄人的缘故，让位给季隗而自己居她之下。她在晋文公的妻妾中位次第二，次于文嬴，高于季隗、杜祁、齐姜、辰嬴。